# Antoni Artigues
Antoni Artigues Bonet (Palma de Mallorca, 24 de mayo de 1950 - Palma de Mallorca, 6 de marzo de 2018) fue un filólogo y activista cultural español.

## Biografía
En 1975 se licenció en filosofía y letras (Pedagogía) y en 1979 en filología románica por la Universidad de Barcelona donde se doctoró en filología románica el 1983 bajo la dirección de Antoni Badia i Margarit.
Artigues fue profesor en la Escuela de Magisterio de la Universidad de las Islas Baleares desde el curso 1977-78 y fue catedrático de escuela universitaria desde 1986. De 1986 a 1988 fue subdirector de la Escuela de Magisterio. Hasta su muerte, fue profesor del Departamento de Filología Catalana y Lingüística General de la Universidad de las Islas Baleares. Artigues tenía una extensa experiencia como maestro, divulgador, activista cultural y militante de la lengua catalana. Fue el autor de diversos libros sobre lengua y didáctica lingüística, así como recopilatorios de poesía para las escuelas. También escribió libros de texto de lengua y literatura para los estudios de primaria.
Artigues fue un investigador de las tradiciones y expresiones de cultura popular de Mallorca, así como un gran promotor de montajes poéticos y teatrales. El profesor Artigues también era xeremier, recuperador de las fiestas populares, impulsor del espectáculo y disco Cançons Republicanes, junto con Biel Majoral y Bartomeu Mestre. Fue también cofundador de la [[Quart Creixent (librería)] farmacia de su padre.
Su compromiso con la lengua, la cultura y la libertad le llevó a encararse al entonces presidente José Ramón Bauzá en las ferias de mayo de Ses Salines en el 2012. Artigues recriminó con contundencia los ataques de Bauzá a la lengua catalana.
En 2017, recibió el premio Emili Darder, que forma parte de los Premios 31 de Diciembre, por su proyecto académico Magisteri Teatre - Mag Poesia, que tenía como objetivo representar a los autores más destacados de la literatura catalana o autores universales en versión catalana.

## Obras

### Libros
- Guia Didàctica de la llengua catalana a l'EGB a Balears (1979), con Martí March.
- Xeremiers. Manual de xeremies, flabiol i tamborí (1982).
- Mecanismes de poder. Escrits de sociolingüística (1985).
- Repertori i construcció dels instruments de la colla de xeremiers catalans a Mallorca (1988).
- Neó 5 (1988).
- Llumeneret blau (1989).
- Ecologia lingüística (1998).
- Llengua als Països Catalans(1999).
- Xeremies, el sac de gemecs català de Mallorca (2000).
- Poesia a l'escola. Educació primària(2000).
- Poesia 1. Educació primària, cicle inicial (2000).
- Poesia 2. Educació primària, cicle mitjà (2000).
- Poesia 3. Educació primària, cicle superior (2000).
- El teatre de Pere Capellà. Val més un dit en es front: propostes per a l'aprenentatge  (2007).
- Enganxa't a la poesia (2008).
- La poesia contemporània (2009).